# Турав
Турав (блр. Тураў; рус. Туров) град је у јужном делу Републике Белорусије. Део је Житкавичког рејона Гомељске области.

## Географија
Град лежи у зони Белоруског Полесја на десној обали реке Припјат, на око 25 км северозападно од града Житкавича и око 258 км западно од административног центра области Гомеља.

## Историја
Турав је један од најстаријих градова у Белорусији. Први пут се помиње у летопису Повест минулих лета. Године 1005. ту је основана прва хришћанска парохија на том подручју, а током XI века ту је написано и Туравско јеванђеље које се сматра једним од најстаријих белоруских писаних дела.
Био је главни град Туравске кнежевине и центар древног словенског племена Дреговичи. У Тураву је рођен светитељ и богослов Кирил Туровски.
Савет министара Републике Белорусије је Тураву доделио статус града 2004. када су у њему одржани и дани словенске писмености.

## Демографија
Према резултатима пописа из 2009. у граду је живело 2.975 становника.
| 1909. | 1939. | 2000. | 2009. |
| ----- | ----- | ----- | ----- |
| 6.435 | 5.439 | 3.500 | 2.975 |

## Привреда
У граду постоји само једно предузеће и оно се бави конзервацијом воћа и сокова. Хотел је отворен 2008. године. Управа Припјатског националног парка се налази у Тураву.